# Bernadette non ci ha ingannati
Bernadette non ci ha ingannati è un saggio dello scrittore e giornalista italiano Vittorio Messori, nel quale l'autore espone il risultato di decenni di ricerche sulle diciotto apparizioni della Vergine Maria che santa Bernadette Soubirous avrebbe avuto nel 1858 nella grotta di Massabielle, presso Lourdes.

## Contenuto
L'autore spiega che l'idea del libro è nata con l'intenzione di ricordare che Lourdes è un "appiglio provvidenziale", cui possiamo aggrapparci per rinsaldare la nostra fede, una "maniglia" che possono stringere anche quelli che dubitano o sono in ricerca, proprio oggi che la fede stessa sembra essere in crisi.
Il testo è suddiviso in nove capitoli:
1. Quella Grotta: perché?
2. Quando? Dove? Come?
3. I genitori?
4. I preti?
5. Una commediante?
6. Un'allucinata?
7. Sconfessioni? Dubbi?
8. Scetticismo in convento?
9. Il diavolo?

## Edizioni
- Vittorio Messori, Bernadette non ci ha ingannati, Arnoldo Mondadori Editore, 2012,  p. 291, ISBN 978-88-04-62301-4.